# Belška voda
Die Belška voda ist ein kleiner Bach bei Belsko im Gemeindegebiet von Postojna in Slowenien.
Der Bach hat einen meist trockenen, wenige hunderte Meter langen Oberlauf von Zara Belsko und von Studeno mit der Studenška voda her und entsteht in Belsko aus zwei Quellen. Etwa einen Kilometer westlich des Ortes mündet der Bach Globošak, dann verschwindet die Belška voda in der Höhle von Grape (Jama v Grapi), unterhalb Bukovje am Südfuß (Podgore) der Hrušica (Birnbaumer Wald).
Die Höhle gehört zum Predjama-Höhlensystem (Predjamski jamski sistem), wo die Belška voda mit den südwestlich liegenden Bächen Mrzlek, Ribnik und Lokva zusammenfließt. Das Höhlensystem entwässert zur Vipava nach Westen, weshalb der Birnbaumer Wald nachweislich nicht die Wasserscheide Mittelmeer–Schwarzes Meer bildet, diese läuft an seinem Ost- und Südfuß entlang, sondern zum Isonzo (Soča)-Einzugsgebiet gehört. Sämtliche anderen kleinen Gerinne östlich bei Studeno und südlich bei Zara Belsko gehen aber schon zum Grundwasserkörper Pivka–Unica, also dem Postojna-Höhlensystem (Postojnski jamski sistem, Adelsberger Grotte).